# Raiano
Raiano – miejscowość i gmina we Włoszech, w regionie Abruzja, w prowincji L’Aquila.
Według danych na rok 2004 gminę zamieszkiwały 2973 osoby, 102,5 os./km².